# Von Ryans express
Von Ryans express (originaltitel: Von Ryan's Express) är en amerikansk krigsfilm från 1965 med Frank Sinatra och Trevor Howard i huvudrollerna. Filmen är regisserad av Mark Robson.

## Handling
Den amerikanska piloten Joseph L. Ryan (Frank Sinatra) havererar med sitt flygplan i Italien under andra världskriget. Han fraktas till ett italienskt fångläger där det finns en stor grupp brittiska fångar under ledning av major Eric Fincham (Trevor Howard). Då Ryan är överste har han högsta rang och tar befäl över de allierade i fånglägret. Ryans strikta uppförande och stundtals konstiga order gör att de brittiska soldaterna inte direkt litar på honom och ger honom smeknamnet Von Ryan, även om Ryan är lika hård mot de italienska soldaterna som vaktar lägret.
Efter att italienarna kapitulerar 1943 flyr vakterna från lägret och fångarna ser sin chans att rymma, men de blir förråda av den före detta lägerchefen. De sätts på ett av de tyska fångtågen och ska fraktas till Tyskland för att där sitta av resten av kriget - men Ryan och hans män övermannar tyskarna och tar kontroll över tåget. Nu är deras enda hopp att ta sig till neutrala Schweiz.

## Utmärkelser
Oscarsnominering för bästa ljudeffekter.

## Rollista (i urval)
- Frank Sinatra
- Trevor Howard
- Raffaella Carrà
- Brad Dexter
- Sergio Fantoni
- John Leyton
- Edward Mulhare
- Wolfgang Preiss
- James Brolin